# Championnat du Honduras de football
Le championnat du Honduras de football, aussi appelé Liga Nacional de Fútbol de Honduras ou LINAFUT, est le tournoi de football professionnels hondurien le plus important du pays. Il a été créé en 1965 et se joue sous la forme de deux tournois semestriels appelée Apertura et Clausura.
Le CD Olimpia est le club qui a remporté le plus de titres de LINAFUT (36), il détient également le record du nombre de victoires consécutives (4).

## Histoire

### Les débuts du football
Au cours des années 1930, le football a connu une forte montée en puissance au Honduras. C'est en 1948 avec la création de la Liga de Francisco Morazán que l'idée d'organiser des compétitions de football a commencé à prendre forme.
Le CD Olimpia, le CD Federal (en), le CD Motagua, le CD Argentina et le Real España sont les pionniers de la Liga Nacional. En 1948 un premier championnat a lieu dans le Stade Tiburcio Carias Andino, inauguré peu de temps avant. Le CD Victoria remporte ce premier tournoi face au CD Motagua. Le même club remportera un second titre trois ans plus tard, en 1951. Avec le soutien des clubs de la ligue, la FNDEH est créée. Elle est cependant dissoute à la suite de la rébellion des clubs du nord et du centre du Honduras après l'annulation par la cour de justice de la conformité du Stade Francisco Morazán à San Pedro Sula. Finalement, le 8 mars 1951, Juan Manuel Galvez donne vie à la FNDEH en signant le décret présidentiel et garantit l'exécution du premier Congrès Sportif au Gymnase national Rubén Callejas Valentine.
Dix ans après la création de la FNDEH, sous la direction de Hémerito Hernández puis de Féderico Aguilar qui a participé à la création de la CONCACAF, l'idée de créer la "Liga Nacional de Fútbol de Honduras" prend forme entre 1962 et 1963. Grâce à l'aide d'Alejandro Talbott qui avait étudié le fonctionnement de la Primera División au Mexique, la décision de créer la LINAFUTH est prise lors du 15e Congrès national le 4 avril 1964 et la compétition débute le 18 juillet 1965.

### Les scandales
Après le premier tournoi, la Ligue Nationale s'est jouée durant six saisons sans interruption, jusqu'en 1972 quand la FNAFH a annulé les résultats du championnat afin de protéger les intérêts des équipes les plus puissantes. En 1978 une autre crise se produit entre les équipes du nord et du centre, s'accusant réciproquement de vouloir accaparer les pouvoirs de décision. Pour résoudre cette situation, les présidents de la FNAFH et des équipes ont tenu une réunion au lac de Yojoa, et en ont ainsi fini avec les différends qui menaçaient le bon déroulement du championnat.

## Évolution du règlement
Jusqu'en 1973, le championnat se déroulait sous la forme saisonnière, l'équipe ayant marqué le plus de points à la fin du championnat était sacrée championne du Honduras. C'est en 1974 qu'apparaissent les premières phases finales du championnat au travers de quadrangulaires à la fin de la saison régulière. C'est ce nouveau format qui permet l'émergence du Real España qui remporte les trois premiers tournois sous cette nouvelle forme. En 1977, la phase finale quadrangulaire devient une phase finale à six équipes.
C'est en 1997 que le plus grand changement a lieu, la saison est divisée en deux tournois saisonniers qui sacrent chacun un champion du Honduras comme cela se faisait au Mexique et en Argentine. Trois clubs tireront particulièrement leur épingle de ce nouveau format, le CD Marathon, le CD Olimpia et le CD Motagua qui se partagent quasiment la totalité des titres depuis la mise en place de ce format (25/29).

## Qualification pour les tournois internationaux
Depuis 2007 et la dernière édition de la Copa Interclubes UNCAF, les clubs du Honduras ne peuvent se qualifier que pour une seule compétition internationale. Dès lors, les champions de chaque tournoi Apertura et Clausura sont qualifiés pour la Ligue des champions de la CONCACAF.
À partir de la saison 2016-2017, en raison de la modification du format de la Ligue des champions et l'apparition de la Ligue de la CONCACAF, la liste d'accès aux compétitions internationales est transformé. Dès lors, une seule équipe hondurienne participe à la Ligue des champions et deux autres participent à la Ligue de la CONCACAF.

## Clubs de la saison 2022-2023
| \| Marathón Real España Motagua Olimpia UPNFM Vida Victoria Olancho Honduras Real Sociedad \| Localisation des équipes. |
| Marathón Real España Motagua Olimpia UPNFM Vida Victoria Olancho Honduras Real Sociedad                                 |

| Équipe             | Ville          | Stade                               | Capacité |
| CD Honduras        | El Progreso    | Stade Humberto Micheletti           | 5 500    |
| Real Sociedad (en) | Tocoa          | Stade Francisco Martínez Durón (en) | 3 000    |
| Lobos UPNFM (en)   | Tegucigalpa    | Stade Universidad UPNFM             | 8 000    |
| CD Marathón        | San Pedro Sula | Stade Yankel Rosenthal              | 15 000   |
| FC Motagua         | Tegucigalpa    | Stade Tiburcio Carias Andino        | 35 000   |
| CD Olimpia         | Tegucigalpa    | Stade Tiburcio Carias Andino        | 35 000   |
| Olancho FC (es)    | Juticalpa      | Stade Juan Ramón Brevé Vargas       | 20 000   |
| CD Victoria        | La Ceiba       | Stade Nilmo-Edwards                 | 20 000   |
| Real España        | San Pedro Sula | Stade Francisco Morazán             | 20 000   |
| CDS Vida           | La Ceiba       | Stade Nilmo-Edwards                 | 25 000   |

## Palmarès
| Saison                 | Vainqueur         | Score             | Finaliste             | Notes |  |
| Championnat saisonnier |                   |                   |                       | |  |
| 1965-1966              | CD Platense       | -                 | CD Olimpia            | |  |
| 1966-1967              | CD Olimpia        | -                 | CD Marathon           | |  |
| 1967-1968              | CD Olimpia        | -                 | CD Marathon           | |  |
| 1968-1969              | CD Motagua        | -                 | CD Olimpia            | |  |
| 1969-1970              | CD Olimpia        | -                 | CD Motagua            | |  |
| 1970-1971              | CD Motagua        | 1-1               | CD Olimpia            | Match de départage pour attribuer le titre. Le CD Motagua est sacré champion grâce à sa différence de but générale. |  |
| 1971-1972              | CD Olimpia        | -                 | CD Vida               | |  |
| 1972-1973              | -                 | -                 | -                     | Championnat annulé après neuf journées.                                                                             |  |
| Championnat annuel     |                   |                   |                       | |  |
| 1973                   | CD Motagua        | -                 | CD Marathon           | |  |
| 1974                   | Real España       | 1-0               | CD Motagua            | |  |
| 1975                   | Real España       | 3-1               | CD Olimpia            | |  |
| 1976                   | Real España       | 4-1               | CD Motagua            | |  |
| 1977                   | CD Olimpia        | 2-0               | Real España           | |  |
| 1978                   | CD Motagua        | 5-1               | Real España           | |  |
| 1979                   | CD Marathon       | 1-1               | Pumas UNAH            | Le CD Marathon est sacré champion grâce à son classement général.                                                   |  |
| 1980                   | Real España       | 4-2               | CD Marathon           | Finale jouée sur trois matchs.                                                                                      |  |
| 1981                   | CD Vida           | 4-1               | Atlético Morazán      | |  |
| 1982                   | CD Olimpia        | -                 | CD Motagua            | |  |
| 1983                   | CD Vida           | -                 | Pumas UNAH            | |  |
| 1984                   | CD Olimpia        | -                 | CD Vida               | |  |
| 1985                   | CD Marathon       | -                 | CD Vida               | |  |
| 1986                   | CD Olimpia        | -                 | Real España           | |  |
| 1987                   | CD Olimpia        | 1-0               | CD Marathon           | |  |
| 1988                   | Real España       | 2-2               | CD Olimpia            | Le Real España est sacré champion grâce à son classement général.                                                   |  |
| 1989                   | CD Olimpia        | 1-1               | Real España           | Le CD Olimpia est sacré champion grâce à son classement général.                                                    |  |
| 1990                   | Real España       | 2-1               | CD Motagua            | |  |
| Championnat saisonnier |                   |                   |                       | |  |
| 1991-1992              | CD Motagua        | 1-0               | Real España           | |  |
| 1992-1993              | CD Olimpia        | -                 | CD Petrotela (en)     | Il n'y a pas eu de finale.                                                                                          |  |
| 1993-1994              | Real España       | -                 | CD Motagua            | Il n'y a pas eu de finale.                                                                                          |  |
| 1994-1995              | CD Victoria       | 1-1               | CD Olimpia            | Le CD Victoria s'impose grâce aux buts à l'extérieur.                                                               |  |
| 1995-1996              | CD Olimpia        | 3-0               | Real España           | |  |
| 1996-1997              | CD Olimpia        | 4-1               | CD Platense           | |  |
| Championnat semestriel |                   |                   |                       | |  |
| Clausura 1998          | CD Motagua        | 5-1               | Real España           | |  |
| Apertura 1998          | CD Motagua        | 1-0               | CD Olimpia            | |  |
| Clausura 1999          | CD Olimpia        | 2-1               | Real España           | |  |
| Apertura 1999          | CD Motagua        | 0-0               | CD Olimpia            | CD Motagua l'emporte 6 tirs au but à 5.                                                                             |  |
| Clausura 2000          | CD Motagua        | 2-2               | CD Olimpia            | CD Motagua l'emporte 3 tirs au but à 2.                                                                             |  |
| Apertura 2000          | CD Olimpia        | 2-1               | CD Platense           | |  |
| Clausura 2001          | CD Platense       | 2-1               | CD Olimpia            | |  |
| Apertura 2001          | CD Motagua        | 3-3               | CD Marathon           | CD Motagua l'emporte 5 tirs au but à 3.                                                                             |  |
| Clausura 2002          | CD Marathon       | 6-5               | CD Olimpia            | |  |
| Apertura 2002          | CD Olimpia        | 3-2               | CD Platense           | |  |
| Clausura 2003          | CD Marathon       | 4-1               | CD Motagua            | |  |
| Apertura 2003          | Real España       | 4-2               | CD Olimpia            | |  |
| Clausura 2004          | CD Olimpia        | 2-1               | CD Marathon           | |  |
| Apertura 2004          | CD Marathon       | 5-3               | CD Olimpia            | |  |
| Clausura 2005          | CD Olimpia        | 3-2               | CD Marathon           | |  |
| Apertura 2005          | CD Olimpia        | 3-2               | CD Marathon           | |  |
| Clausura 2006          | CD Olimpia        | 4-3               | CD Victoria           | |  |
| Apertura 2006          | CD Motagua        | 4-2               | CD Olimpia            | |  |
| Clausura 2007          | Real España       | 4-3               | CD Marathon           | |  |
| Apertura 2007          | CD Marathon       | 2-0               | CD Motagua            | |  |
| Clausura 2008          | CD Olimpia        | 2-1               | CD Marathon           | |  |
| Apertura 2008          | CD Marathon       | 2-1               | Real España           | |  |
| Clausura 2009          | CD Olimpia        | 4-3               | Real España           | |  |
| Apertura 2009          | CD Marathon       | 2-1               | CD Olimpia            | |  |
| Clausura 2010          | CD Olimpia        | 3-2               | CD Motagua            | |  |
| Apertura 2010          | Real España       | 3-2               | CD Olimpia            | |  |
| Clausura 2011          | CD Motagua        | 5-3               | CD Olimpia            | |  |
| Apertura 2011          | CD Olimpia        | 3-0               | Real España           | |  |
| Clausura 2012          | CD Olimpia        | 1-0               | CD Marathon           | |  |
| Apertura 2012          | CD Olimpia        | 4-0               | CD Victoria           | |  |
| Clausura 2013          | CD Olimpia        | 2-1               | CD Real Sociedad (en) | |  |
| Apertura 2013          | Real España       | 3-3               | CD Real Sociedad (en) | Real España l'emporte 3 tirs au but à 1.                                                                            |  |
| Clausura 2014          | CD Olimpia        | 0-0               | CD Marathon           | CD Olimpia l'emporte 4 tirs au but à 2.                                                                             |  |
| Apertura 2014          | CD Motagua        | 2-1               | CD Real Sociedad (en) | |  |
| Clausura 2015          | CD Olimpia        | 2-1               | CD Motagua            | |  |
| Apertura 2015          | CD Honduras       | 4-4               | CD Motagua            | CD Honduras l'emporte 4 tirs au but à 1.                                                                            |  |
| Clausura 2016          | CD Olimpia        | 5-2               | CD Real Sociedad (en) | |  |
| Apertura 2016          | CD Motagua        | 2-1               | CD Platense           | |  |
| Clausura 2017          | CD Motagua        | 7-1               | CD Honduras           | |  |
| Apertura 2017          | Real España       | 3-2 (a.p.)        | CD Motagua            | |  |
| Clausura 2018          | CD Marathon       | 1-1               | CD Motagua            | CD Marathon l'emporte 5 tirs au but à 4.                                                                            |  |
| Apertura 2018          | CD Motagua        | 2-1               | CD Olimpia            | |  |
| Clausura 2019          | CD Motagua        | 3-2               | CD Olimpia            | |  |
| Apertura 2019          | CD Olimpia        | Pas de finale     | CD Motagua            | |  |
| Clausura 2020          | Titre non décerné | Titre non décerné | Titre non décerné     | Tournoi arrêté en raison de la pandémie de Covid-19                                                                 |  |
| Apertura 2020          | CD Olimpia        | 3-0               | CD Marathon           | |  |
| Clausura 2021          | CD Olimpia        | 3-3               | CD Motagua            | CD Olimpia l'emporte 4 tirs au but à 3.                                                                             |  |
| Apertura 2021          | CD Olimpia        | 3-0               | Real España           | |  |
| Clausura 2022          | FC Motagua        | 3-2               | Real España           | |  |
| Apertura 2022          | CD Olimpia        | 3-0               | FC Motagua            | |  |
| Clausura 2023          | CD Olimpia        | 5-4               | Olancho FC (es)       | |  |

## Bilans
| Équipe      | Victoires |
| CD Olimpia  | 36 (1967, 68, 70, 72, 78, 83, 85, 87, 88, 90, 93, 96, 97, Clau. 99, Aper. 00, Aper. 02, Clau. 04, Clau. 05, Aper. 05, Clau. 06, Clau. 08, Clau. 09, Clau. 10, Aper. 11, Clau. 12, Aper. 12, Clau. 13, Clau. 14, Clau. 15, Clau. 16, Aper. 19, Aper. 20, Clau. 21, Aper. 21, Aper. 22, Clau. 23) |
| FC Motagua  | 18 (1969, 71, 74, 79, 92, Aper. 97, Clau. 98, Aper. 99, Clau. 00, Aper. 01, Aper. 06, Clau.11, Aper. 14, Aper. 16, Clau. 17, Aper. 18, Clau. 19, Clau. 22) |
| Real España | 12 (1975, 76, 77, 81, 89, 91, 94, Aper. 03, Clau. 09, Aper. 10, Aper. 13, Aper. 17) |
| CD Marathon | 9 (1980, 86, Clau. 02, Clau. 03, Aper. 04, Aper. 07, Aper. 08, Aper. 09, Clau. 18) |
| CD Platense | 2 (1966, Clau. 01) |
| CD Vida     | 2 (1982, 84) |
| CD Victoria | 1 (1995) |
| CD Honduras | 1 (Apertura 15) |

| Ville          | Victoires |
| Tegucigalpa    | 53        |
| San Pedro Sula | 21        |
| La Ceiba       | 3         |
| Puerto Cortés  | 2         |
| El Progreso    | 1         |

## Records

### Clubs
Plus grand nombre de participation pour un club :
66 participations pour le CD Marathón, le CD Motagua, le Real España, le CD Olimpia et le CD Vida (présent depuis la création du championnat professionnel).
Plus grand nombre de titres consécutifs :
4 titres pour le CD Olimpia entre le tournoi d'ouverture 2011 et de clôture 2013.

### Joueurs
Plus grand nombre de buts marqués par un joueur dans le championnat hondurien :
| Rang | Joueur              | Nb de buts |
| 1    | Wilmer Velásquez    | 196 buts   |
| 2    | Denilson Costa      | 156 buts   |
| 3    | Juan Manuel Cárcamo | 100 buts   |
| 4    | Francisco Ramírez   | 95 buts    |
| 5    | Marcelo Ferreira    | 92 buts    |
| 6    | Prudencio Norales   | 89 buts    |
| 7    | Luciano Emilio      | 88 buts    |
| 8    | Oscar Hernández     | 86 buts    |
| 9    | Danilo Tosello      | 83 buts    |
| 10   | Reynaldo Mejía      | 83 buts    |
| 11   | Angel Obando        | 83 buts    |

En gras les joueurs encore en activité dans le championnat honduriens.

### Autres articles
- Fédération du Honduras de football
- Supercoupe du Honduras de football
- Coupe du Honduras de football